# Glaucidium peruanum
Glaucidium peruanum е вид птица от семейство Совови (Strigidae).

## Разпространение
Видът е разпространен в Еквадор, Перу и Чили.